# 弗兰克·施特布勒
弗兰克·施特布勒（德語：Frank Stäbler，1989年6月27日—），德国男子摔跤运动员。他曾代表德国参加2012年、2016年和2020年夏季奥林匹克运动会摔跤比赛，其中2020年奥运会获得一枚铜牌。